# Stigmella progama
Stigmella progama là một loài bướm đêm thuộc họ Nepticulidae. Nó được tìm thấy ở New Zealand.
Chiều dài cánh trước là 2–3 mm. Con trưởng thành bay vào tháng 1.